# Paloma Winneth
Paloma Isabel Alejandra Ercilia Winneth Varelamontes Contreras, nació el 18 de mayo de 1985 en Estocolmo, es una actriz sueca de origen cubano. Es una actriz, poeta, escritora, bailarina y artista de fuego.

## Biografía
Paloma se educó en la Universidad de las Artes ISA de La Habana, Cuba y en 2011 se graduó con una licenciatura en Filosofía en Artes Teatrales con especialización en actuación. Estudió actuación para la pantalla en la Universidad de las Artes de Estocolmo.
Su debut en el escenario fue en Turín, Italia, con el Teatro Assamblea con la obra "Il funerale di Pablo Neruda" en 2007, también trabajó en teatro en La Habana antes de regresar a su ciudad natal, Estocolmo. Ha actuado en varias producciones de televisión como Springfloden, Bonus Family y Dejta en papeles recurrentes, actuación de voz y actuaciones en el escenario, Swedish Royal Drama Theater y Riksteatern, entre otros. 
Un poema suyo, "Paloma" fue musicalizado por el compositor y cantante SuburbanJose.
También ha aparecido en películas y series de televisión como Micke & Veronica, Bonusfamiljen y Dejta.

## Filmografía seleccionada
- 2014 - Micke & Veronica
- 2016 - Martin Beck (Serie sueca de TV)
- 2016 - Springfloden (Serie sueca de TV)
- 2017 - Mi Amor!
- 2017 - Bonusfamiljen (Serie sueca de TV)
- 2018 - Habla ya!
- 2019 - Mette
- 2020 - Dejta (Serie sueca de TV)

## Teatro

### Algunos Roles Destacados[4]
| Año  | Role               | Producción                                                                     | Dirección        | Teatro                                                |
| ---- | ------------------ | ------------------------------------------------------------------------------ | ---------------- | ----------------------------------------------------- |
| 2014 |                    | Teater smuts startar punkband                                                  | Kristina Wejstal | Bibu - bienal de artes escénicas para niños y jóvenes |
| 2015 |                    | De jag egentligen är (Lo que realmente soy)                                    | Gustav Deinoff   | Unga Klara - joven clara                              |
| 2016 | Katitzi            | Katitzi                                                                        | Victoria Kahn    | Teater Västernorrland                                 |
| 2018 | Alina              | Ut med tiden (Fuera de tiempo)                                                 | Cilla Thorell    | 4:e teatern                                           |
| 2019 | Selena Quintanilla | Selena - Om 25 minuter kommer jag att dö (En 25 Minutos Moriré - Radio Teatro) | Maciej Kalymon   | Sveriges Radio Drama                                  |
| 2019 | Lollo/El Maestro   | Lauras läppar (Los labios de Laura)                                            | Malin Axelsson   | Dramaten                                              |
| 2020 |                    | Svansjön (lago de los cisnes)                                                  | Ellen Lamm       | Teater Västernorrland                                 |
| 2021 |                    | Innan jorden blev rund (Antes de que la tierra se volviera redonda)            | Ellen Lamm       | Riksteatern                                           |